# Susanne Berg
Susanne Berg (* um 1954) ist eine ehemalige dänische Badmintonspielerin.

## Karriere
Susanne Berg wurde 1973 nationale Juniorenmeisterin in Dänemark. Im selben Jahr siegte sie auch die Nordischen Juniorenmeisterschaften und belegte Rang zwei bei den Junioren-Europameisterschaften. 1978 gewann sie die Norwegian International und die nordischen Meisterschaften. Ein Jahr später wurde sie dänische Meisterin im Damendoppel.

## Sportliche Erfolge
| Saison    | Veranstaltung                                    | Disziplin   | Platz | Name                                             |
| --------- | ------------------------------------------------ | ----------- | ----- | ------------------------------------------------ |
| 1972/1973 | Dänemark: Einzelmeisterschaften der Junioren U19 | Damendoppel | 1     | Mette Myhre, Hillerød / Susanne Berg, Middelfart |
| 1973      | Nordische Juniorenmeisterschaften                | Damendoppel | 1     | Susanne Berg / Mette Myhre                       |
| 1973      | Junioren-Europameisterschaft                     | Mixed       | 3     | Hans Hjulmand / Susanne Berg                     |
| 1973      | Junioren-Europameisterschaft                     | Damendoppel | 2     | Mette Myhre / Susanne Berg                       |
| 1978      | Norwegian International                          | Damendoppel | 1     | Susanne Berg / Jette Boyer                       |
| 1978      | Nordische Meisterschaften                        | Damendoppel | 1     | Lene Køppen / Susanne Berg                       |
| 1978/1979 | Dänemark: Einzelmeisterschaften                  | Damendoppel | 1     | Lene Køppen / Susanne Berg, Gentofte BK          |
| 2005/2006 | Dänemark: Seniorenmeisterschaften 50+            | Mixed       | 1     | Jes Vingløv / Susanne Berg, Viby J               |
| 2009      | Senioren-Weltmeisterschaft 50+                   | Damendoppel | 3     | Ellen Aagaard / Susanne Berg                     |
| 2011      | All England Seniors O55                          | Damendoppel | 1     | Susanne Berg / Hanne Nelson                      |